# Myette Gardens
Myette Gardens es una localidad de Santa Lucía que forma parte del distrito de Micoud.